# Unicodeblock Braille-Zeichen
Der Unicodeblock Braille-Zeichen (engl. Braille Patterns, U+2800 bis U+28FF) enthält alle 256 möglichen Zeichen der Blindenschrift Braille, wobei die 64 Zeichen der Standard-Braille, die durch die Kombinationen von sechs in drei Zeilen angeordneten Punkten entstehen, am Anfang stehen, während die 192 zusätzlichen Zeichen der durch Hinzufügung einer vierten Zeile entstehenden Computerbraille am Ende stehen.
Die Benennung der Zeichen ist standardisiert, es werden lediglich die Nummern der Punkte genannt, die gesetzt sind:
| (1) | (4) |
| (2) | (5) |
| (3) | (6) |
| (7) | (8) |

Also bezeichnet z. B. „P126“ (bzw. im englischen Original „DOTS-126“) ein Zeichen dieser Form:
| ● | ◦ |
| ● | ◦ |
| ◦ | ● |
| ◦ | ◦ |

Die Reihenfolge der Zeichen entspricht denen von binären Zahlen:
| (8)  | (7) | (6) | (5) | (4) | (3) | (2) | (1) | Codepoint | Zeichen |
| ---- | --- | --- | --- | --- | --- | --- | --- | --------- | ------- |
| ◦    | ◦   | ◦   | ◦   | ◦   | ◦   | ◦   | ◦   | U+2800    | ⠀       |
| ◦    | ◦   | ◦   | ◦   | ◦   | ◦   | ◦   | ●   | U+2801    | ⠁       |
| ◦    | ◦   | ◦   | ◦   | ◦   | ◦   | ●   | ◦   | U+2802    | ⠂       |
| ◦    | ◦   | ◦   | ◦   | ◦   | ◦   | ●   | ●   | U+2803    | ⠃       |
| ◦    | ◦   | ◦   | ◦   | ◦   | ●   | ◦   | ◦   | U+2804    | ⠄       |
| ◦    | ◦   | ◦   | ◦   | ◦   | ●   | ◦   | ●   | U+2805    | ⠅       |
| ◦    | ◦   | ◦   | ◦   | ◦   | ●   | ●   | ◦   | U+2806    | ⠆       |
| ◦    | ◦   | ◦   | ◦   | ◦   | ●   | ●   | ●   | U+2807    | ⠇       |
| ◦    | ◦   | ◦   | ◦   | ●   | ◦   | ◦   | ◦   | U+2808    | ⠈       |
| usw. |     |     |     |     |     |     |     |           |         |

Die Bedeutung der Zeichen (z. B. P1 = A, P12 = B, P14 = C usw.) ist von der jeweiligen Sprache, für die die Brailleschrift verwendet wird, abhängig und unterscheidet sich bisweilen sogar zwischen verschiedenen Fachsprachen der gleichen Sprache.

## Tabelle
Alle Zeichen haben die Kategorie „Anderes Symbol“
und die bidirektionale Klasse „links nach rechts“.
| Unicodenummer  | Zeichen (400 %) | Offizielle Bezeichnung        | Beschreibung             |
| -------------- | --------------- | ----------------------------- | ------------------------ |
| U+2800 (10240) | ⠀               | BRAILLE PATTERN BLANK         | leeres Braillezeichen    |
| U+2801 (10241) | ⠁               | BRAILLE PATTERN DOTS-1        | Braillezeichen P1        |
| U+2802 (10242) | ⠂               | BRAILLE PATTERN DOTS-2        | Braillezeichen P2        |
| U+2803 (10243) | ⠃               | BRAILLE PATTERN DOTS-12       | Braillezeichen P12       |
| U+2804 (10244) | ⠄               | BRAILLE PATTERN DOTS-3        | Braillezeichen P3        |
| U+2805 (10245) | ⠅               | BRAILLE PATTERN DOTS-13       | Braillezeichen P13       |
| U+2806 (10246) | ⠆               | BRAILLE PATTERN DOTS-23       | Braillezeichen P23       |
| U+2807 (10247) | ⠇               | BRAILLE PATTERN DOTS-123      | Braillezeichen P123      |
| U+2808 (10248) | ⠈               | BRAILLE PATTERN DOTS-4        | Braillezeichen P4        |
| U+2809 (10249) | ⠉               | BRAILLE PATTERN DOTS-14       | Braillezeichen P14       |
| U+280A (10250) | ⠊               | BRAILLE PATTERN DOTS-24       | Braillezeichen P24       |
| U+280B (10251) | ⠋               | BRAILLE PATTERN DOTS-124      | Braillezeichen P124      |
| U+280C (10252) | ⠌               | BRAILLE PATTERN DOTS-34       | Braillezeichen P34       |
| U+280D (10253) | ⠍               | BRAILLE PATTERN DOTS-134      | Braillezeichen P134      |
| U+280E (10254) | ⠎               | BRAILLE PATTERN DOTS-234      | Braillezeichen P234      |
| U+280F (10255) | ⠏               | BRAILLE PATTERN DOTS-1234     | Braillezeichen P1234     |
| U+2810 (10256) | ⠐               | BRAILLE PATTERN DOTS-5        | Braillezeichen P5        |
| U+2811 (10257) | ⠑               | BRAILLE PATTERN DOTS-15       | Braillezeichen P15       |
| U+2812 (10258) | ⠒               | BRAILLE PATTERN DOTS-25       | Braillezeichen P25       |
| U+2813 (10259) | ⠓               | BRAILLE PATTERN DOTS-125      | Braillezeichen P125      |
| U+2814 (10260) | ⠔               | BRAILLE PATTERN DOTS-35       | Braillezeichen P35       |
| U+2815 (10261) | ⠕               | BRAILLE PATTERN DOTS-135      | Braillezeichen P135      |
| U+2816 (10262) | ⠖               | BRAILLE PATTERN DOTS-235      | Braillezeichen P235      |
| U+2817 (10263) | ⠗               | BRAILLE PATTERN DOTS-1235     | Braillezeichen P1235     |
| U+2818 (10264) | ⠘               | BRAILLE PATTERN DOTS-45       | Braillezeichen P45       |
| U+2819 (10265) | ⠙               | BRAILLE PATTERN DOTS-145      | Braillezeichen P145      |
| U+281A (10266) | ⠚               | BRAILLE PATTERN DOTS-245      | Braillezeichen P245      |
| U+281B (10267) | ⠛               | BRAILLE PATTERN DOTS-1245     | Braillezeichen P1245     |
| U+281C (10268) | ⠜               | BRAILLE PATTERN DOTS-345      | Braillezeichen P345      |
| U+281D (10269) | ⠝               | BRAILLE PATTERN DOTS-1345     | Braillezeichen P1345     |
| U+281E (10270) | ⠞               | BRAILLE PATTERN DOTS-2345     | Braillezeichen P2345     |
| U+281F (10271) | ⠟               | BRAILLE PATTERN DOTS-12345    | Braillezeichen P12345    |
| U+2820 (10272) | ⠠               | BRAILLE PATTERN DOTS-6        | Braillezeichen P6        |
| U+2821 (10273) | ⠡               | BRAILLE PATTERN DOTS-16       | Braillezeichen P16       |
| U+2822 (10274) | ⠢               | BRAILLE PATTERN DOTS-26       | Braillezeichen P26       |
| U+2823 (10275) | ⠣               | BRAILLE PATTERN DOTS-126      | Braillezeichen P126      |
| U+2824 (10276) | ⠤               | BRAILLE PATTERN DOTS-36       | Braillezeichen P36       |
| U+2825 (10277) | ⠥               | BRAILLE PATTERN DOTS-136      | Braillezeichen P136      |
| U+2826 (10278) | ⠦               | BRAILLE PATTERN DOTS-236      | Braillezeichen P236      |
| U+2827 (10279) | ⠧               | BRAILLE PATTERN DOTS-1236     | Braillezeichen P1236     |
| U+2828 (10280) | ⠨               | BRAILLE PATTERN DOTS-46       | Braillezeichen P46       |
| U+2829 (10281) | ⠩               | BRAILLE PATTERN DOTS-146      | Braillezeichen P146      |
| U+282A (10282) | ⠪               | BRAILLE PATTERN DOTS-246      | Braillezeichen P246      |
| U+282B (10283) | ⠫               | BRAILLE PATTERN DOTS-1246     | Braillezeichen P1246     |
| U+282C (10284) | ⠬               | BRAILLE PATTERN DOTS-346      | Braillezeichen P346      |
| U+282D (10285) | ⠭               | BRAILLE PATTERN DOTS-1346     | Braillezeichen P1346     |
| U+282E (10286) | ⠮               | BRAILLE PATTERN DOTS-2346     | Braillezeichen P2346     |
| U+282F (10287) | ⠯               | BRAILLE PATTERN DOTS-12346    | Braillezeichen P12346    |
| U+2830 (10288) | ⠰               | BRAILLE PATTERN DOTS-56       | Braillezeichen P56       |
| U+2831 (10289) | ⠱               | BRAILLE PATTERN DOTS-156      | Braillezeichen P156      |
| U+2832 (10290) | ⠲               | BRAILLE PATTERN DOTS-256      | Braillezeichen P256      |
| U+2833 (10291) | ⠳               | BRAILLE PATTERN DOTS-1256     | Braillezeichen P1256     |
| U+2834 (10292) | ⠴               | BRAILLE PATTERN DOTS-356      | Braillezeichen P356      |
| U+2835 (10293) | ⠵               | BRAILLE PATTERN DOTS-1356     | Braillezeichen P1356     |
| U+2836 (10294) | ⠶               | BRAILLE PATTERN DOTS-2356     | Braillezeichen P2356     |
| U+2837 (10295) | ⠷               | BRAILLE PATTERN DOTS-12356    | Braillezeichen P12356    |
| U+2838 (10296) | ⠸               | BRAILLE PATTERN DOTS-456      | Braillezeichen P456      |
| U+2839 (10297) | ⠹               | BRAILLE PATTERN DOTS-1456     | Braillezeichen P1456     |
| U+283A (10298) | ⠺               | BRAILLE PATTERN DOTS-2456     | Braillezeichen P2456     |
| U+283B (10299) | ⠻               | BRAILLE PATTERN DOTS-12456    | Braillezeichen P12456    |
| U+283C (10300) | ⠼               | BRAILLE PATTERN DOTS-3456     | Braillezeichen P3456     |
| U+283D (10301) | ⠽               | BRAILLE PATTERN DOTS-13456    | Braillezeichen P13456    |
| U+283E (10302) | ⠾               | BRAILLE PATTERN DOTS-23456    | Braillezeichen P23456    |
| U+283F (10303) | ⠿               | BRAILLE PATTERN DOTS-123456   | Braillezeichen P123456   |
| U+2840 (10304) | ⡀               | BRAILLE PATTERN DOTS-7        | Braillezeichen P7        |
| U+2841 (10305) | ⡁               | BRAILLE PATTERN DOTS-17       | Braillezeichen P17       |
| U+2842 (10306) | ⡂               | BRAILLE PATTERN DOTS-27       | Braillezeichen P27       |
| U+2843 (10307) | ⡃               | BRAILLE PATTERN DOTS-127      | Braillezeichen P127      |
| U+2844 (10308) | ⡄               | BRAILLE PATTERN DOTS-37       | Braillezeichen P37       |
| U+2845 (10309) | ⡅               | BRAILLE PATTERN DOTS-137      | Braillezeichen P137      |
| U+2846 (10310) | ⡆               | BRAILLE PATTERN DOTS-237      | Braillezeichen P237      |
| U+2847 (10311) | ⡇               | BRAILLE PATTERN DOTS-1237     | Braillezeichen P1237     |
| U+2848 (10312) | ⡈               | BRAILLE PATTERN DOTS-47       | Braillezeichen P47       |
| U+2849 (10313) | ⡉               | BRAILLE PATTERN DOTS-147      | Braillezeichen P147      |
| U+284A (10314) | ⡊               | BRAILLE PATTERN DOTS-247      | Braillezeichen P247      |
| U+284B (10315) | ⡋               | BRAILLE PATTERN DOTS-1247     | Braillezeichen P1247     |
| U+284C (10316) | ⡌               | BRAILLE PATTERN DOTS-347      | Braillezeichen P347      |
| U+284D (10317) | ⡍               | BRAILLE PATTERN DOTS-1347     | Braillezeichen P1347     |
| U+284E (10318) | ⡎               | BRAILLE PATTERN DOTS-2347     | Braillezeichen P2347     |
| U+284F (10319) | ⡏               | BRAILLE PATTERN DOTS-12347    | Braillezeichen P12347    |
| U+2850 (10320) | ⡐               | BRAILLE PATTERN DOTS-57       | Braillezeichen P57       |
| U+2851 (10321) | ⡑               | BRAILLE PATTERN DOTS-157      | Braillezeichen P157      |
| U+2852 (10322) | ⡒               | BRAILLE PATTERN DOTS-257      | Braillezeichen P257      |
| U+2853 (10323) | ⡓               | BRAILLE PATTERN DOTS-1257     | Braillezeichen P1257     |
| U+2854 (10324) | ⡔               | BRAILLE PATTERN DOTS-357      | Braillezeichen P357      |
| U+2855 (10325) | ⡕               | BRAILLE PATTERN DOTS-1357     | Braillezeichen P1357     |
| U+2856 (10326) | ⡖               | BRAILLE PATTERN DOTS-2357     | Braillezeichen P2357     |
| U+2857 (10327) | ⡗               | BRAILLE PATTERN DOTS-12357    | Braillezeichen P12357    |
| U+2858 (10328) | ⡘               | BRAILLE PATTERN DOTS-457      | Braillezeichen P457      |
| U+2859 (10329) | ⡙               | BRAILLE PATTERN DOTS-1457     | Braillezeichen P1457     |
| U+285A (10330) | ⡚               | BRAILLE PATTERN DOTS-2457     | Braillezeichen P2457     |
| U+285B (10331) | ⡛               | BRAILLE PATTERN DOTS-12457    | Braillezeichen P12457    |
| U+285C (10332) | ⡜               | BRAILLE PATTERN DOTS-3457     | Braillezeichen P3457     |
| U+285D (10333) | ⡝               | BRAILLE PATTERN DOTS-13457    | Braillezeichen P13457    |
| U+285E (10334) | ⡞               | BRAILLE PATTERN DOTS-23457    | Braillezeichen P23457    |
| U+285F (10335) | ⡟               | BRAILLE PATTERN DOTS-123457   | Braillezeichen P123457   |
| U+2860 (10336) | ⡠               | BRAILLE PATTERN DOTS-67       | Braillezeichen P67       |
| U+2861 (10337) | ⡡               | BRAILLE PATTERN DOTS-167      | Braillezeichen P167      |
| U+2862 (10338) | ⡢               | BRAILLE PATTERN DOTS-267      | Braillezeichen P267      |
| U+2863 (10339) | ⡣               | BRAILLE PATTERN DOTS-1267     | Braillezeichen P1267     |
| U+2864 (10340) | ⡤               | BRAILLE PATTERN DOTS-367      | Braillezeichen P367      |
| U+2865 (10341) | ⡥               | BRAILLE PATTERN DOTS-1367     | Braillezeichen P1367     |
| U+2866 (10342) | ⡦               | BRAILLE PATTERN DOTS-2367     | Braillezeichen P2367     |
| U+2867 (10343) | ⡧               | BRAILLE PATTERN DOTS-12367    | Braillezeichen P12367    |
| U+2868 (10344) | ⡨               | BRAILLE PATTERN DOTS-467      | Braillezeichen P467      |
| U+2869 (10345) | ⡩               | BRAILLE PATTERN DOTS-1467     | Braillezeichen P1467     |
| U+286A (10346) | ⡪               | BRAILLE PATTERN DOTS-2467     | Braillezeichen P2467     |
| U+286B (10347) | ⡫               | BRAILLE PATTERN DOTS-12467    | Braillezeichen P12467    |
| U+286C (10348) | ⡬               | BRAILLE PATTERN DOTS-3467     | Braillezeichen P3467     |
| U+286D (10349) | ⡭               | BRAILLE PATTERN DOTS-13467    | Braillezeichen P13467    |
| U+286E (10350) | ⡮               | BRAILLE PATTERN DOTS-23467    | Braillezeichen P23467    |
| U+286F (10351) | ⡯               | BRAILLE PATTERN DOTS-123467   | Braillezeichen P123467   |
| U+2870 (10352) | ⡰               | BRAILLE PATTERN DOTS-567      | Braillezeichen P567      |
| U+2871 (10353) | ⡱               | BRAILLE PATTERN DOTS-1567     | Braillezeichen P1567     |
| U+2872 (10354) | ⡲               | BRAILLE PATTERN DOTS-2567     | Braillezeichen P2567     |
| U+2873 (10355) | ⡳               | BRAILLE PATTERN DOTS-12567    | Braillezeichen P12567    |
| U+2874 (10356) | ⡴               | BRAILLE PATTERN DOTS-3567     | Braillezeichen P3567     |
| U+2875 (10357) | ⡵               | BRAILLE PATTERN DOTS-13567    | Braillezeichen P13567    |
| U+2876 (10358) | ⡶               | BRAILLE PATTERN DOTS-23567    | Braillezeichen P23567    |
| U+2877 (10359) | ⡷               | BRAILLE PATTERN DOTS-123567   | Braillezeichen P123567   |
| U+2878 (10360) | ⡸               | BRAILLE PATTERN DOTS-4567     | Braillezeichen P4567     |
| U+2879 (10361) | ⡹               | BRAILLE PATTERN DOTS-14567    | Braillezeichen P14567    |
| U+287A (10362) | ⡺               | BRAILLE PATTERN DOTS-24567    | Braillezeichen P24567    |
| U+287B (10363) | ⡻               | BRAILLE PATTERN DOTS-124567   | Braillezeichen P124567   |
| U+287C (10364) | ⡼               | BRAILLE PATTERN DOTS-34567    | Braillezeichen P34567    |
| U+287D (10365) | ⡽               | BRAILLE PATTERN DOTS-134567   | Braillezeichen P134567   |
| U+287E (10366) | ⡾               | BRAILLE PATTERN DOTS-234567   | Braillezeichen P234567   |
| U+287F (10367) | ⡿               | BRAILLE PATTERN DOTS-1234567  | Braillezeichen P1234567  |
| U+2880 (10368) | ⢀               | BRAILLE PATTERN DOTS-8        | Braillezeichen P8        |
| U+2881 (10369) | ⢁               | BRAILLE PATTERN DOTS-18       | Braillezeichen P18       |
| U+2882 (10370) | ⢂               | BRAILLE PATTERN DOTS-28       | Braillezeichen P28       |
| U+2883 (10371) | ⢃               | BRAILLE PATTERN DOTS-128      | Braillezeichen P128      |
| U+2884 (10372) | ⢄               | BRAILLE PATTERN DOTS-38       | Braillezeichen P38       |
| U+2885 (10373) | ⢅               | BRAILLE PATTERN DOTS-138      | Braillezeichen P138      |
| U+2886 (10374) | ⢆               | BRAILLE PATTERN DOTS-238      | Braillezeichen P238      |
| U+2887 (10375) | ⢇               | BRAILLE PATTERN DOTS-1238     | Braillezeichen P1238     |
| U+2888 (10376) | ⢈               | BRAILLE PATTERN DOTS-48       | Braillezeichen P48       |
| U+2889 (10377) | ⢉               | BRAILLE PATTERN DOTS-148      | Braillezeichen P148      |
| U+288A (10378) | ⢊               | BRAILLE PATTERN DOTS-248      | Braillezeichen P248      |
| U+288B (10379) | ⢋               | BRAILLE PATTERN DOTS-1248     | Braillezeichen P1248     |
| U+288C (10380) | ⢌               | BRAILLE PATTERN DOTS-348      | Braillezeichen P348      |
| U+288D (10381) | ⢍               | BRAILLE PATTERN DOTS-1348     | Braillezeichen P1348     |
| U+288E (10382) | ⢎               | BRAILLE PATTERN DOTS-2348     | Braillezeichen P2348     |
| U+288F (10383) | ⢏               | BRAILLE PATTERN DOTS-12348    | Braillezeichen P12348    |
| U+2890 (10384) | ⢐               | BRAILLE PATTERN DOTS-58       | Braillezeichen P58       |
| U+2891 (10385) | ⢑               | BRAILLE PATTERN DOTS-158      | Braillezeichen P158      |
| U+2892 (10386) | ⢒               | BRAILLE PATTERN DOTS-258      | Braillezeichen P258      |
| U+2893 (10387) | ⢓               | BRAILLE PATTERN DOTS-1258     | Braillezeichen P1258     |
| U+2894 (10388) | ⢔               | BRAILLE PATTERN DOTS-358      | Braillezeichen P358      |
| U+2895 (10389) | ⢕               | BRAILLE PATTERN DOTS-1358     | Braillezeichen P1358     |
| U+2896 (10390) | ⢖               | BRAILLE PATTERN DOTS-2358     | Braillezeichen P2358     |
| U+2897 (10391) | ⢗               | BRAILLE PATTERN DOTS-12358    | Braillezeichen P12358    |
| U+2898 (10392) | ⢘               | BRAILLE PATTERN DOTS-458      | Braillezeichen P458      |
| U+2899 (10393) | ⢙               | BRAILLE PATTERN DOTS-1458     | Braillezeichen P1458     |
| U+289A (10394) | ⢚               | BRAILLE PATTERN DOTS-2458     | Braillezeichen P2458     |
| U+289B (10395) | ⢛               | BRAILLE PATTERN DOTS-12458    | Braillezeichen P12458    |
| U+289C (10396) | ⢜               | BRAILLE PATTERN DOTS-3458     | Braillezeichen P3458     |
| U+289D (10397) | ⢝               | BRAILLE PATTERN DOTS-13458    | Braillezeichen P13458    |
| U+289E (10398) | ⢞               | BRAILLE PATTERN DOTS-23458    | Braillezeichen P23458    |
| U+289F (10399) | ⢟               | BRAILLE PATTERN DOTS-123458   | Braillezeichen P123458   |
| U+28A0 (10400) | ⢠               | BRAILLE PATTERN DOTS-68       | Braillezeichen P68       |
| U+28A1 (10401) | ⢡               | BRAILLE PATTERN DOTS-168      | Braillezeichen P168      |
| U+28A2 (10402) | ⢢               | BRAILLE PATTERN DOTS-268      | Braillezeichen P268      |
| U+28A3 (10403) | ⢣               | BRAILLE PATTERN DOTS-1268     | Braillezeichen P1268     |
| U+28A4 (10404) | ⢤               | BRAILLE PATTERN DOTS-368      | Braillezeichen P368      |
| U+28A5 (10405) | ⢥               | BRAILLE PATTERN DOTS-1368     | Braillezeichen P1368     |
| U+28A6 (10406) | ⢦               | BRAILLE PATTERN DOTS-2368     | Braillezeichen P2368     |
| U+28A7 (10407) | ⢧               | BRAILLE PATTERN DOTS-12368    | Braillezeichen P12368    |
| U+28A8 (10408) | ⢨               | BRAILLE PATTERN DOTS-468      | Braillezeichen P468      |
| U+28A9 (10409) | ⢩               | BRAILLE PATTERN DOTS-1468     | Braillezeichen P1468     |
| U+28AA (10410) | ⢪               | BRAILLE PATTERN DOTS-2468     | Braillezeichen P2468     |
| U+28AB (10411) | ⢫               | BRAILLE PATTERN DOTS-12468    | Braillezeichen P12468    |
| U+28AC (10412) | ⢬               | BRAILLE PATTERN DOTS-3468     | Braillezeichen P3468     |
| U+28AD (10413) | ⢭               | BRAILLE PATTERN DOTS-13468    | Braillezeichen P13468    |
| U+28AE (10414) | ⢮               | BRAILLE PATTERN DOTS-23468    | Braillezeichen P23468    |
| U+28AF (10415) | ⢯               | BRAILLE PATTERN DOTS-123468   | Braillezeichen P123468   |
| U+28B0 (10416) | ⢰               | BRAILLE PATTERN DOTS-568      | Braillezeichen P568      |
| U+28B1 (10417) | ⢱               | BRAILLE PATTERN DOTS-1568     | Braillezeichen P1568     |
| U+28B2 (10418) | ⢲               | BRAILLE PATTERN DOTS-2568     | Braillezeichen P2568     |
| U+28B3 (10419) | ⢳               | BRAILLE PATTERN DOTS-12568    | Braillezeichen P12568    |
| U+28B4 (10420) | ⢴               | BRAILLE PATTERN DOTS-3568     | Braillezeichen P3568     |
| U+28B5 (10421) | ⢵               | BRAILLE PATTERN DOTS-13568    | Braillezeichen P13568    |
| U+28B6 (10422) | ⢶               | BRAILLE PATTERN DOTS-23568    | Braillezeichen P23568    |
| U+28B7 (10423) | ⢷               | BRAILLE PATTERN DOTS-123568   | Braillezeichen P123568   |
| U+28B8 (10424) | ⢸               | BRAILLE PATTERN DOTS-4568     | Braillezeichen P4568     |
| U+28B9 (10425) | ⢹               | BRAILLE PATTERN DOTS-14568    | Braillezeichen P14568    |
| U+28BA (10426) | ⢺               | BRAILLE PATTERN DOTS-24568    | Braillezeichen P24568    |
| U+28BB (10427) | ⢻               | BRAILLE PATTERN DOTS-124568   | Braillezeichen P124568   |
| U+28BC (10428) | ⢼               | BRAILLE PATTERN DOTS-34568    | Braillezeichen P34568    |
| U+28BD (10429) | ⢽               | BRAILLE PATTERN DOTS-134568   | Braillezeichen P134568   |
| U+28BE (10430) | ⢾               | BRAILLE PATTERN DOTS-234568   | Braillezeichen P234568   |
| U+28BF (10431) | ⢿               | BRAILLE PATTERN DOTS-1234568  | Braillezeichen P1234568  |
| U+28C0 (10432) | ⣀               | BRAILLE PATTERN DOTS-78       | Braillezeichen P78       |
| U+28C1 (10433) | ⣁               | BRAILLE PATTERN DOTS-178      | Braillezeichen P178      |
| U+28C2 (10434) | ⣂               | BRAILLE PATTERN DOTS-278      | Braillezeichen P278      |
| U+28C3 (10435) | ⣃               | BRAILLE PATTERN DOTS-1278     | Braillezeichen P1278     |
| U+28C4 (10436) | ⣄               | BRAILLE PATTERN DOTS-378      | Braillezeichen P378      |
| U+28C5 (10437) | ⣅               | BRAILLE PATTERN DOTS-1378     | Braillezeichen P1378     |
| U+28C6 (10438) | ⣆               | BRAILLE PATTERN DOTS-2378     | Braillezeichen P2378     |
| U+28C7 (10439) | ⣇               | BRAILLE PATTERN DOTS-12378    | Braillezeichen P12378    |
| U+28C8 (10440) | ⣈               | BRAILLE PATTERN DOTS-478      | Braillezeichen P478      |
| U+28C9 (10441) | ⣉               | BRAILLE PATTERN DOTS-1478     | Braillezeichen P1478     |
| U+28CA (10442) | ⣊               | BRAILLE PATTERN DOTS-2478     | Braillezeichen P2478     |
| U+28CB (10443) | ⣋               | BRAILLE PATTERN DOTS-12478    | Braillezeichen P12478    |
| U+28CC (10444) | ⣌               | BRAILLE PATTERN DOTS-3478     | Braillezeichen P3478     |
| U+28CD (10445) | ⣍               | BRAILLE PATTERN DOTS-13478    | Braillezeichen P13478    |
| U+28CE (10446) | ⣎               | BRAILLE PATTERN DOTS-23478    | Braillezeichen P23478    |
| U+28CF (10447) | ⣏               | BRAILLE PATTERN DOTS-123478   | Braillezeichen P123478   |
| U+28D0 (10448) | ⣐               | BRAILLE PATTERN DOTS-578      | Braillezeichen P578      |
| U+28D1 (10449) | ⣑               | BRAILLE PATTERN DOTS-1578     | Braillezeichen P1578     |
| U+28D2 (10450) | ⣒               | BRAILLE PATTERN DOTS-2578     | Braillezeichen P2578     |
| U+28D3 (10451) | ⣓               | BRAILLE PATTERN DOTS-12578    | Braillezeichen P12578    |
| U+28D4 (10452) | ⣔               | BRAILLE PATTERN DOTS-3578     | Braillezeichen P3578     |
| U+28D5 (10453) | ⣕               | BRAILLE PATTERN DOTS-13578    | Braillezeichen P13578    |
| U+28D6 (10454) | ⣖               | BRAILLE PATTERN DOTS-23578    | Braillezeichen P23578    |
| U+28D7 (10455) | ⣗               | BRAILLE PATTERN DOTS-123578   | Braillezeichen P123578   |
| U+28D8 (10456) | ⣘               | BRAILLE PATTERN DOTS-4578     | Braillezeichen P4578     |
| U+28D9 (10457) | ⣙               | BRAILLE PATTERN DOTS-14578    | Braillezeichen P14578    |
| U+28DA (10458) | ⣚               | BRAILLE PATTERN DOTS-24578    | Braillezeichen P24578    |
| U+28DB (10459) | ⣛               | BRAILLE PATTERN DOTS-124578   | Braillezeichen P124578   |
| U+28DC (10460) | ⣜               | BRAILLE PATTERN DOTS-34578    | Braillezeichen P34578    |
| U+28DD (10461) | ⣝               | BRAILLE PATTERN DOTS-134578   | Braillezeichen P134578   |
| U+28DE (10462) | ⣞               | BRAILLE PATTERN DOTS-234578   | Braillezeichen P234578   |
| U+28DF (10463) | ⣟               | BRAILLE PATTERN DOTS-1234578  | Braillezeichen P1234578  |
| U+28E0 (10464) | ⣠               | BRAILLE PATTERN DOTS-678      | Braillezeichen P678      |
| U+28E1 (10465) | ⣡               | BRAILLE PATTERN DOTS-1678     | Braillezeichen P1678     |
| U+28E2 (10466) | ⣢               | BRAILLE PATTERN DOTS-2678     | Braillezeichen P2678     |
| U+28E3 (10467) | ⣣               | BRAILLE PATTERN DOTS-12678    | Braillezeichen P12678    |
| U+28E4 (10468) | ⣤               | BRAILLE PATTERN DOTS-3678     | Braillezeichen P3678     |
| U+28E5 (10469) | ⣥               | BRAILLE PATTERN DOTS-13678    | Braillezeichen P13678    |
| U+28E6 (10470) | ⣦               | BRAILLE PATTERN DOTS-23678    | Braillezeichen P23678    |
| U+28E7 (10471) | ⣧               | BRAILLE PATTERN DOTS-123678   | Braillezeichen P123678   |
| U+28E8 (10472) | ⣨               | BRAILLE PATTERN DOTS-4678     | Braillezeichen P4678     |
| U+28E9 (10473) | ⣩               | BRAILLE PATTERN DOTS-14678    | Braillezeichen P14678    |
| U+28EA (10474) | ⣪               | BRAILLE PATTERN DOTS-24678    | Braillezeichen P24678    |
| U+28EB (10475) | ⣫               | BRAILLE PATTERN DOTS-124678   | Braillezeichen P124678   |
| U+28EC (10476) | ⣬               | BRAILLE PATTERN DOTS-34678    | Braillezeichen P34678    |
| U+28ED (10477) | ⣭               | BRAILLE PATTERN DOTS-134678   | Braillezeichen P134678   |
| U+28EE (10478) | ⣮               | BRAILLE PATTERN DOTS-234678   | Braillezeichen P234678   |
| U+28EF (10479) | ⣯               | BRAILLE PATTERN DOTS-1234678  | Braillezeichen P1234678  |
| U+28F0 (10480) | ⣰               | BRAILLE PATTERN DOTS-5678     | Braillezeichen P5678     |
| U+28F1 (10481) | ⣱               | BRAILLE PATTERN DOTS-15678    | Braillezeichen P15678    |
| U+28F2 (10482) | ⣲               | BRAILLE PATTERN DOTS-25678    | Braillezeichen P25678    |
| U+28F3 (10483) | ⣳               | BRAILLE PATTERN DOTS-125678   | Braillezeichen P125678   |
| U+28F4 (10484) | ⣴               | BRAILLE PATTERN DOTS-35678    | Braillezeichen P35678    |
| U+28F5 (10485) | ⣵               | BRAILLE PATTERN DOTS-135678   | Braillezeichen P135678   |
| U+28F6 (10486) | ⣶               | BRAILLE PATTERN DOTS-235678   | Braillezeichen P235678   |
| U+28F7 (10487) | ⣷               | BRAILLE PATTERN DOTS-1235678  | Braillezeichen P1235678  |
| U+28F8 (10488) | ⣸               | BRAILLE PATTERN DOTS-45678    | Braillezeichen P45678    |
| U+28F9 (10489) | ⣹               | BRAILLE PATTERN DOTS-145678   | Braillezeichen P145678   |
| U+28FA (10490) | ⣺               | BRAILLE PATTERN DOTS-245678   | Braillezeichen P245678   |
| U+28FB (10491) | ⣻               | BRAILLE PATTERN DOTS-1245678  | Braillezeichen P1245678  |
| U+28FC (10492) | ⣼               | BRAILLE PATTERN DOTS-345678   | Braillezeichen P345678   |
| U+28FD (10493) | ⣽               | BRAILLE PATTERN DOTS-1345678  | Braillezeichen P1345678  |
| U+28FE (10494) | ⣾               | BRAILLE PATTERN DOTS-2345678  | Braillezeichen P2345678  |
| U+28FF (10495) | ⣿               | BRAILLE PATTERN DOTS-12345678 | Braillezeichen P12345678 |